# Canal des Hibernois
Le canal des Hibernois ou Riviérette est un canal qui s’écoulait au sud des paroisses Saint-Sauveur et Saint-Maurice de la ville de Lille. C'était l’un des petits canaux non navigables qui parcouraient la ville avant leur couverture ou leur remblaiement  à la fin du XIXe siècle ou au début du XXe siècle.

## Emplacement
Le canal des Hibernois alimenté par le fossé du rempart par une vanne de décharge entrait dans la ville en enjambant par un pont-canal la cunette, rigole entourant le mur d’enceinte, puis  traversait la fortification par une grille. Ce passage à l’intersection des actuelles rues de Valmy et  Ovigneur était situé sur le rempart démantelé lors de l’agrandissement de 1858, à mi-distance  entre l’ancienne porte de Béthune détruite vers 1860 et la porte de Paris.
Le cours d’eau traversait la rue de la Vignette en passant sous un pont. En aval de ce pont, le canal longeait, à sa droite les jardins du couvent des Capucins, devenu après 1820 la Manufacture des Poudres et Salpêtres supprimée en 1914 sur laquelle fut ouverte en 1926 la rue Édouard-Delesalle, à sa gauche l’arrière des maisons de la rue du Plat, puis traversait la rue du Molinel sous le Pont Bruyant (actuellement no 118).
Juste avant ce passage sous la rue du Molinel, le canal se divisait en deux bras.
•	Le canal du Bas Hibernois qui passait sous la rue de Béthune au no 24 et se jetait dans le canal des Molfonds, celui-ci prolongeant le canal des Jésuites parallèlement à la rue des Fossés. Le pont de la rue du Molinel datant de l'agrandissement de Lille du début du XVIIe siècle resté en place a été découvert lors de fouilles archéologiques sous cette rue effectués en février 2023.
•	Le canal de la Riviérette qui passait sous la rue du Molinel au nord du pont Bruyant puis sous la rue de l’A.B.C qui a pris le nom en 1951 de rue de la Riviérette en souvenir de cet ancien canal. La Riviérette traversait la rue des Tanneurs et se jetait dans le canal du Bas- Becquerel près de la cour du couvent des Sœurs grises à l’emplacement de l’actuel centre commercial des tanneurs.
Le passage du canal du Haut-Hibernois est évoqué par deux arches en briques en fond de cour d’un immeuble rue de la Vignette.

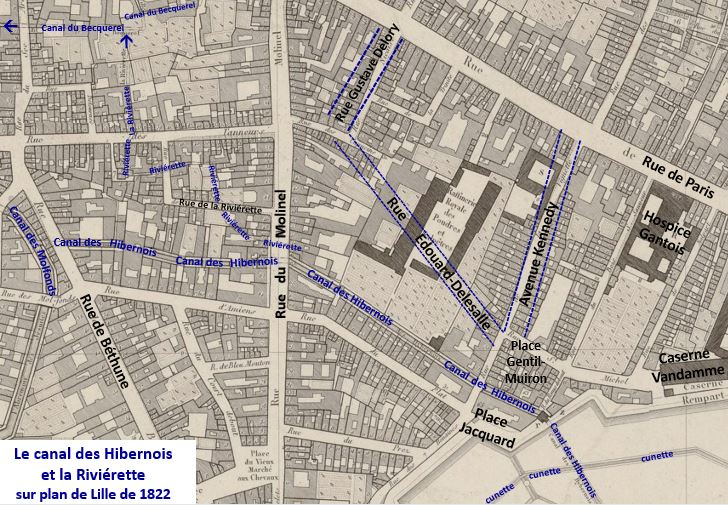
Canal des Hibernois sur plan de 1822
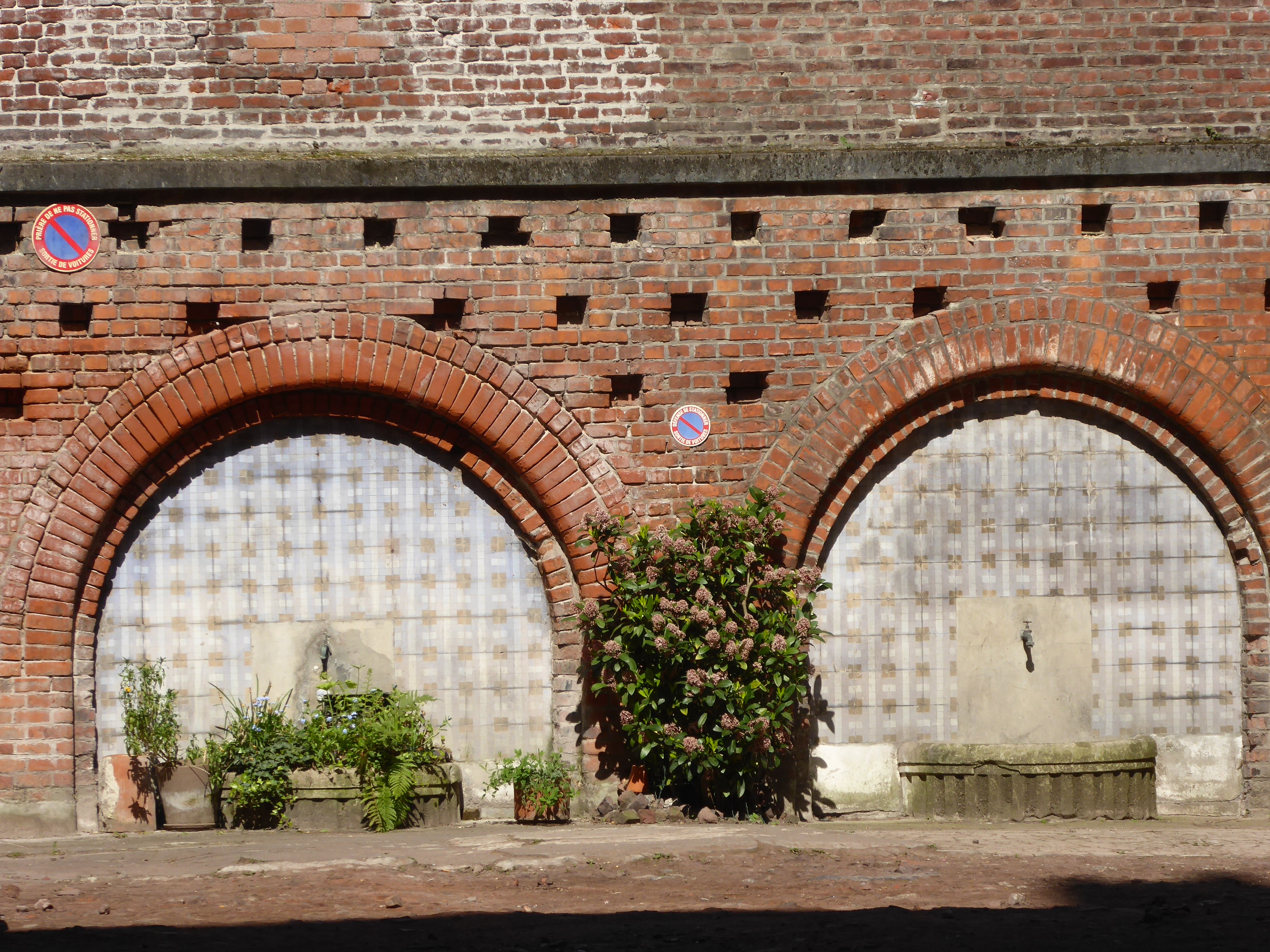
Arcades à l’emplacement du canal des Hibenois rue de la Vignette

La longueur du canal des Hibernois était de 410 mètres, sa largeur de 4 à 5 mètres avec des rétrécissements jusqu’à 1,97 m. Le canal de la riviérette long de 300 mètres était très étroit (moins de 2 mètres).

## Histoire
Un ruisseau qui prenait sa source au sud de la ville, dans un terrain marécageux dans l’actuel quartier de Moulins aux environs de la rue d’Arras est à l’origine de la Riviérette. Cette petite rivière était un affluent du Becquerel, autre rivière canalisée dans la ville au XIIe siècle, le confluent étant situé au nord de la rue des Tanneurs .
Le fossé de l’enceinte englobant les paroisses de Saint-Maurice et de Saint-Sauveur, probablement construite à la fin du XIIIe siècle après la destruction du siège de 1213, est creusé dans le lit de ce ruisseau de l’emplacement de l’actuelle place Jacquard jusqu’au no 118 rue du Molinel. Cette partie correspond au canal du Haut-Hibernois. Au-delà, le ruisseau canalisé conservait son tracé originel à l’intérieur de la ville  jusqu’à son confluent avec le Becquerel.
En 1604, la ville est agrandie au sud de la paroisse Saint-Maurice par construction d’un nouveau rempart déplacé à la porte Notre-Dame ou porte de Béthune édifiée à cette date à l’emplacement de l’actuelle place de Béthune et suppression de l’ancien rempart qui passait par la porte du Molinel située approximativement à l’angle de la rue du Molinel et de la rue de la Riviérette. Le fossé de l’ancienne fortification devient le canal des Hibernois à l’intérieur de la ville : canal du Haut-Hibernois jusqu’à la rue du Molinel et canal du Bas-Hibernois de cette rue au canal des Fossés qui correspond à une autre partie du fossé de l’ancien rempart alimenté par le canal des stations ouvert en 1565.
Le cours amnont de la Riviérette à l’extérieur de la ville de sa source au rempart est visible sur les plans jusqu’au milieu  du XIXe siècle, sous le nom de fossé de Maître David sur un plan de 1708.

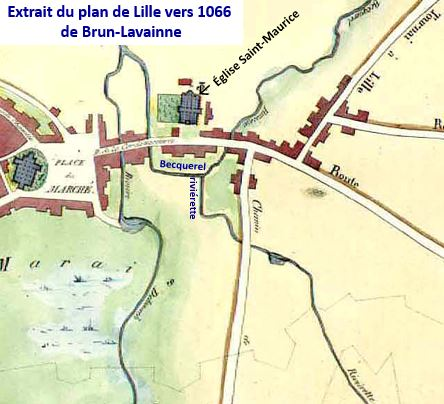
La  Riviérette et le Becquerel en 1066
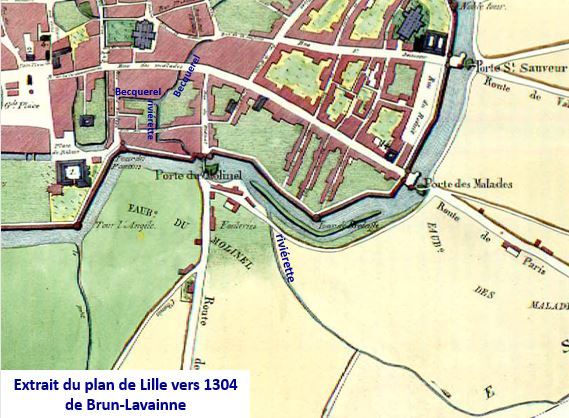
Voies d’eau à Lille vers 1304
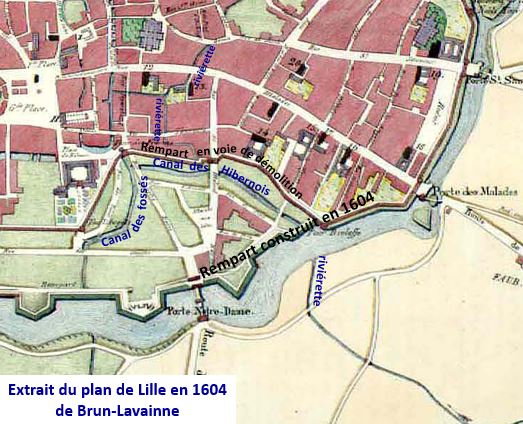
Rivériette et canal des Hibernois en 1604
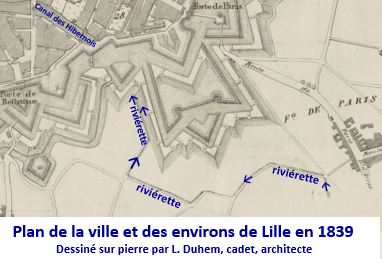
Riviérette et canal des Hibernois en 1839

L’agrandissement de 1858 supprime la fortification de 1604 avec ses fossés sur lesquels est tracé le boulevard de la Liberté. Le cours supérieur de la Riviérette disparaît dans l’urbanisation du quartier Saint-Michel au cours des années 1860.
Le canal des Hibernois subsiste après 1860 et n’est recouvert progressivement et intégré dans le réseau d’égouts qu’à la fin du XIXe siècle et jusqu’au début du XXe siècle.
Quelques tronçons du canal de la Riviérette ont été recouverts au XVIIe siècle et au XVIIIe siècle mais la couverture complète de cette voie d'eau très insalubre ne fut entreprise qu'en 1902. Les derniers vestiges de la Riviérette et du canal du Bas Hibernois ont été comblés en 2005 lors de la construction du centre commercial des tanneurs.

## Collège des Hibernois
Le canal devait son nom au collège des Hibernois situé en sa bordure rue de la Vignette. Ce collège fondé en 1614 financé par des bourgeois de la ville accueillait une douzaine de boursiers irlandais catholiques persécutés en Angleterre réfugiés en France qui se préparaient à l'exercice du sacerdoce dans leur patrie d'origine. Outre l'instruction religieuse leur formation comprenait un enseignement scientifique. Le collège comportait une église bénie en 1622 par l’évêque de Tournai. Le collège fut fermé en 1792 et affecté en 1793 à l’enfermement  des prisonniers anglais.
La rue de la Vignette fut renommée rue des Hibernois après la fondation du collège et reprit son ancien nom après sa suppression.